# Katharina Kern

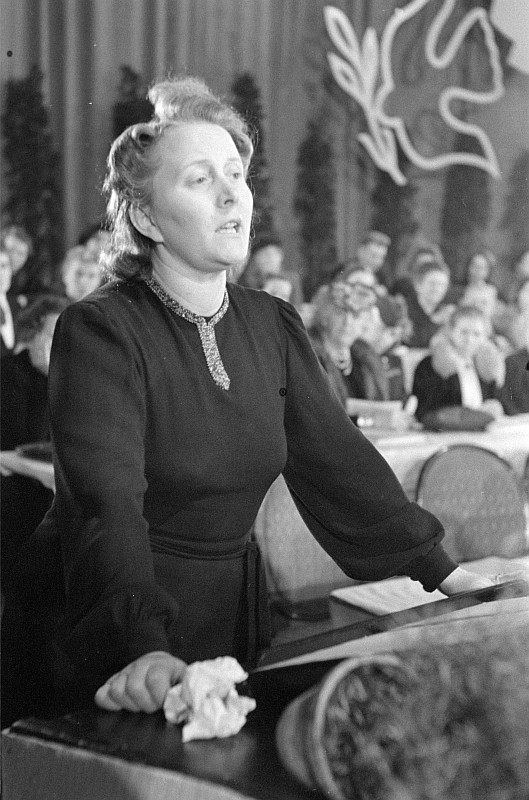
Käthe Kern (1947)

Katharina Kern, genannt Käthe Kern (* 22. Juli 1900 in Darmstadt; † 16. April 1985 in Berlin) war eine deutsche antifaschistische Widerstandskämpferin und Politikerin (SPD, SED/DFD).

## Leben

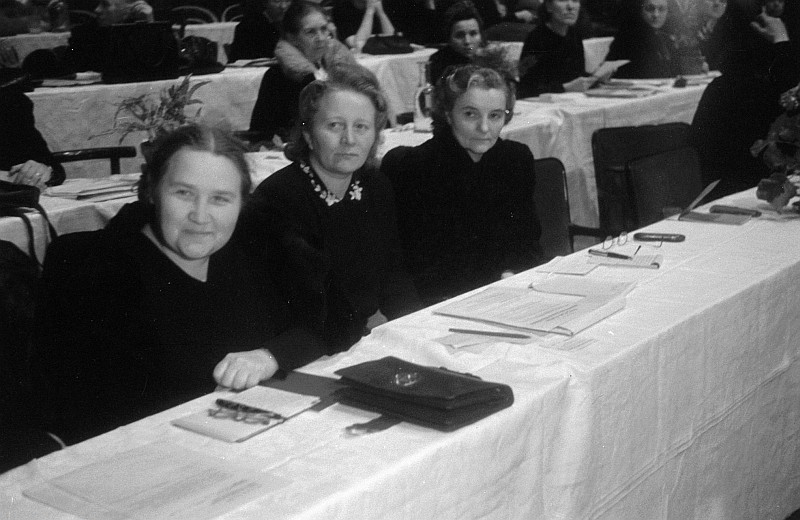
Käthe Kern (m.) auf dem Gründungskongress des DFD 1947 mit Nadjeshda Parfjonowa (l.) und Finnie Smolan (r.)

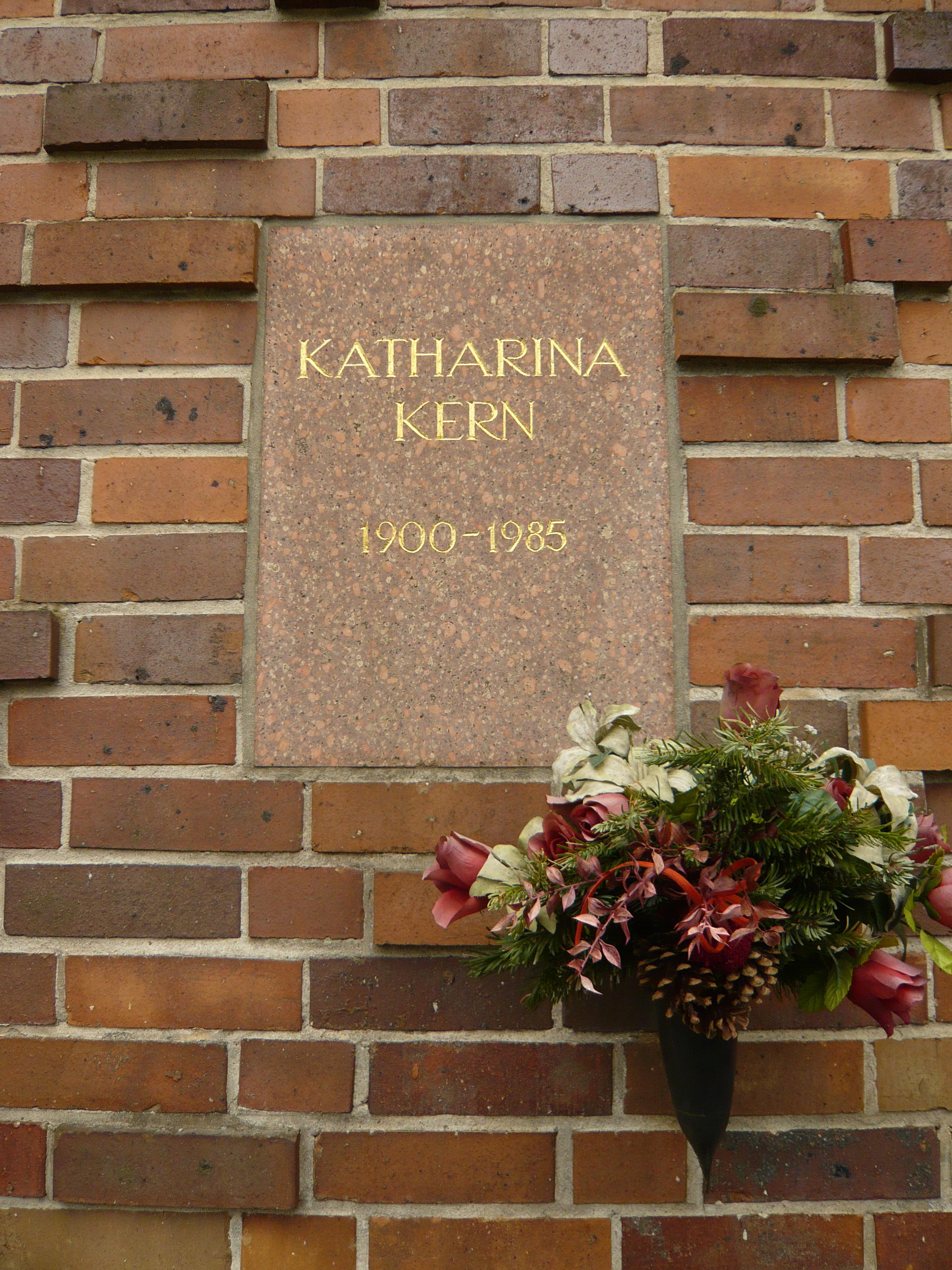
Urnengrab in der Ringmauer der Gedenkstätte der Sozialisten

Katharina Kern wurde als Tochter von Elisabeth (1880–1944) und Jakob Kern in Darmstadt geboren. Sie besuchte die Mittelschule in ihrer Geburtsstadt Darmstadt und absolvierte dort auch eine Lehre zur kaufmännischen Angestellten. Sie wurde 1919 Mitglied im sozialdemokratischen Jugendverband SAJ und trat 1920 in die SPD ein. Nach ihrer Tätigkeit von 1921 bis 1924 als Angestellte beim Präsidenten der Landesversicherungsanstalt Hessen in ihrer Heimatstadt war sie ab 1925 beim Allgemeinen Freien Angestellten-Bund als Sekretärin von Otto Suhr und als Mitarbeiterin des Reichstagsabgeordneten Siegfried Aufhäuser tätig. Von 1928 bis 1933 war Kern Mitglied des Bezirksvorstandes der SPD in Berlin und leitete dort das Frauensekretariat. Im Juni 1933 wurde sie inhaftiert. Nach ihrer Freilassung im Juli 1933 war sie im Berliner Saarverein, ab 1935 bei den Preußischen Bergwerkshütten wieder als Sekretärin tätig. Sie war als einzige Frau in der Führungsgruppe der antinationalsozialistischen, sozialdemokratisch–gewerkschaftlichen Widerstandsgruppe Wilhelm Leuschners.
Nach dem Zweiten Weltkrieg war Kern Mitglied des Zentralausschusses der SPD in Berlin und Frauensekretärin der SPD. Als Befürworterin der Zwangsvereinigung von SPD und KPD wurde sie im April 1946 auf dem Vereinigungsparteitag in den Parteivorstand der SED gewählt, sie leitete paritätisch mit Elli Schmidt bis 1949 das Frauensekretariat der Partei und wurde Mitglied im FDGB. Sie zählte 1947 zu den Mitbegründerinnen des Demokratischen Frauenbunds Deutschlands (DFD), in dem sie als eine der fünf ehrenamtlichen stellvertretenden Vorsitzenden bis 1949 tätig war. Gemeinsam mit den anderen Protagonistinnen des Demokratischen Frauenbundes gilt sie aufgrund ihres Wirkens in dessen frauenbewegter Gründerinnenzeit als eine der „Mütter der Gleichberechtigung in der DDR“. Bis zu ihrem Tod blieb Kern auch Mitglied des Bundesvorstandes des DFD. Von 1946 bis 1950 war Käthe Kern Mitglied des Landtages in Sachsen-Anhalt. Sie legte ihr Mandat am 27. April 1950 nieder. Nachrückerin wurde Frieda Voß. 1948 und 1949 wurde sie auch Mitglied des Deutschen Volksrates.
Bei den Wahlen 1949 erhielt sie ein Mandat in der Volkskammer. Hier übernahm sie 1957 den Vorsitz der DFD-Fraktion, die sie bis 1984 leitete. 1958 wurde sie Mitglied des Verfassungsausschusses und 1963 Mitglied im Ausschuss für das Gesundheitswesen. Beim Ministerium für Gesundheitswesen war sie von 1949 bis 1970 als Leiterin des Hauptabteilung Mutter und Kind (HA MuK) tätig.
Weitgehend vergessen scheint Käthe Kerns Verdienst um die gesetzliche Verankerung der Gleichberechtigung von Mann und Frau. Der Satz „Mann und Frau sind gleichberechtigt“ wurde von ihr über Jahre hinweg verteidigt und schließlich in die Verfassung der Deutschen Demokratischen Republik vom 7. Oktober 1949 gebracht. Ihre Formulierung „Männer und Frauen sind gleichberechtigt“ aus dem Entwurf zur Verfassung der DDR vom 14. November 1946 findet sich in Artikel 3 (2) des Grundgesetzes der Bundesrepublik Deutschland vom 23. Mai 1949, dort eingebracht von Elisabeth Selbert. Weil diese die Quelle nicht angegeben hatte, war der Satz lange Zeit als „Selbert'sche Formulierung“ bekannt.

## Ehrungen
Käthe Kern wurde für ihre Arbeit 1954 mit der Clara-Zetkin-Medaille, in den Jahren 1955, 1958 und 1960 mit dem Vaterländischen Verdienstorden (VVO), 1970 mit der Ehrenspange zum VVO, 1975 mit dem Karl-Marx-Orden und 1980 mit dem Stern der Völkerfreundschaft ausgezeichnet.
Kern starb 1985 und ihre Urne erhielt einen Ehrenplatz in der Gedenkstätte der Sozialisten in Berlin-Friedrichsfelde.